# Bādām Chālūq
Bādām Chālūq (persiska: بادام چالوق, بادام چالُق, بَدَم چَلِغ) är en ort i Iran.   Den ligger i provinsen Markazi, i den nordvästra delen av landet, 150 km väster om huvudstaden Teheran. Bādām Chālūq ligger 2 083 meter över havet och antalet invånare är 273.
Terrängen runt Bādām Chālūq är kuperad. Runt Bādām Chālūq är det ganska glesbefolkat, med 27 invånare per kvadratkilometer. Närmaste större samhälle är Gharqābād, 15,2 km söder om Bādām Chālūq. Trakten runt Bādām Chālūq består i huvudsak av gräsmarker.